# Ariel Ramos
Ariel Ramos (Mendoza, Argentina, 23 de marzo de 1995) es un baloncestista argentino que se desempeña en la posición de ala-pívot.

## Trayectoria

### Comienzos
Ramos se formó como baloncestista en el semillero de los clubes Pacífico, General San Martín y Mendoza de Regatas, todos de su provincia natal. Siendo todavía un juvenil migró a Bahía Blanca, donde pasó a jugar para Liniers. Sus destacadas actuaciones allí despertaron el interés de los reclutadores del proyecto Bahía Basket, el cual terminaría fichándolo. 
Fue en ese equipo que hizo su debut profesional en la temporada 2014-15 de la LNB. Allí permaneció durante tres años, realizando grandes campañas con la escuadra que competía en la Liga de Desarrollo y aportando puntos y rebotes desde el banco de suplentes para el equipo que afrontaba la LNB. Pasó luego por Ferro, Hispano Americano y Libertad.
En enero de 2020 fue contratado por Racing de Chivilcoy para disputar la última mitad de la temporada 2019-20 de La Liga Argentina, el torneo de la segunda categoría del baloncesto profesional argentino. De todos modos la pandemia de COVID-19 terminó suspendiendo las actividades deportivas en la Argentina a mediados de marzo, dejando inconcluso el certamen y recortándole a Ramos las chances de mostrar su juego. Recién en noviembre de ese año pudo el jugador retornar al baloncesto competitivo como ficha mayor de CAO Ceres. Sin embargo, en enero de 2021, poco antes de que comenzara la temporada de La Liga Argentina, el club lo apartó del plantel para contratar a un jugador extranjero en su lugar. Ramos terminó jugando para Colón de Santa Fe, sufriendo una lesión a fines del mes de junio que lo dejó fuera de competición por el resto de la temporada.
Ya activo nuevamente, en 2022 retornó al baloncesto competitivo en la Superliga de Mendoza. Jugó el primer semestre para Atenas de Mendoza y el segundo para Andes Talleres.

### Clubes
| Club                | País      | Año         |
| ------------------- | --------- | ----------- |
| Weber Bahía         | Argentina | 2014 - 2017 |
| Ferro               | Argentina | 2017 - 2018 |
| Hispano Americano   | Argentina | 2018 - 2019 |
| Libertad            | Argentina | 2018 - 2019 |
| Racing de Chivilcoy | Argentina | 2020        |
| Colón de Santa Fe   | Argentina | 2021        |
| Atenas de Mendoza   | Argentina | 2022        |
| Andes Talleres      | Argentina | 2022        |

## Selección nacional
Ramos fue miembro de la selección universitaria de baloncesto de Argentina, participando de las Universiadas de 2017 y de 2019. 